# Turrillia bleasdalei
Turrillia bleasdalei là một loài thực vật có hoa trong họ Quắn hoa. Loài này được (F. Muell.) A.C. Sm. miêu tả khoa học đầu tiên năm 1985.